# Ново-Рыбинская улица
Но́во-Ры́бинская у́лица — улица в Московском районе Санкт-Петербурга. Проходит от Черниговской улицы до Лиговского проспекта. Далее продолжается Воздухоплавательной улицей.

## История
Название Ново-Рыбинская улица возникло в 1916 году, дано по Рыбинской улице, продолжением которой является. Эти две улицы имеют общую нумерацию домов.